# 林海公路
林海公路，是位于上海市的一条省级公路，被编为上海省道227。该道路北起秀沿路，靠近上海外环高速公路杨高南路枢纽，南过上海绕城高速公路林海公路枢纽，至平庄东路，经过浦东新区、闵行区、奉贤区等行政区，全长26.6公里，以起讫地首字（三林镇、海湾镇）得名。
林海公路由上海市城市建设投资开发总公司主导建设，按一级公路标准设计，项目概算总额24.4亿元人民币。2008年12月30日立项，2009年7月开工，2011年6月30日建成通车。2023年4月28日，林海公路改建工程高架主线通车。高架主线由北向南连续跨越秀沿路、秀浦路和上南路3个路口。
该道路为一级公路，不设人行道和非机动车道。道路建成后，因行人非机动车无视禁行、而机动车普遍超速，该路的航头段曾发生多起造成人员死亡的交通事故。

## 主要交会道路（北向南）
- 秀沿路/秀沿西路接杨高南路
- 秀浦路
- 上南路
- 年家浜路/东佳路
- 立跃路
- 江月东路/江月路
- 申嘉湖高速（林海公路立交桥）
- 下盐路
- 航三路
- 航浦路/鲁南路
- 航南公路
- 大叶公路
- 金大公路
- 团青公路
- 南奉公路
- 上海绕城高速
- 平庄东路